# Marcha del 13 de agosto de 1968
El 13 de agosto de 1968, como parte del movimiento de 1968 en México, se realizó una marcha y manifestación de desobediencia civil de conformada por aproximadamente 150 mil personas desde el Casco de Santo Tomás hacia la Plaza de la Constitución (Zócalo) de la Ciudad de México. Entre los manifestantes se encontraban estudiantes de la Universidad Nacional Autónoma de México, el Instituto Politécnico Nacional, el Colegio de México, la Universidad Iberoamericana y la Universidad del Valle de México. La marcha ha sido reconocida históricamente como la primera ocasión en la que una marcha estudiantil lograba llegar al primer cuadro de la ciudad.

## Trasfondo
El 2 de agosto se constituyó el Consejo Nacional de Huelga (CNH), cuyo pliego petitorio pedía:
1. Libertad a los presos políticos
2. Destitución de los generales Luis Cueto Ramírez y Raúl Mendiolea, así como también del coronel Armando Frías.
3. Extinción del Cuerpo de Granaderos, instrumento directo en la represión  y no creación de cuerpos semejantes.
4. Derogación del artículo 145 y 145  bis del Código Penal Federal (que establece el delito de disolución social) instrumento jurídico de la agresión.
5. Indemnización a las familias de los muertos y heridos que fueron víctimas de la agresión del viernes 26 de julio en adelante.
6. Deslindamiento de responsabilidades de los actos de represión y vandalismo por parte de las autoridades a través de policía, granaderos y ejército.

La marcha del 13 de agosto tenía como objetivo principal la protesta de estos puntos, además de las denuncias contra la represión policiaca, el repudio a organizaciones de trabajadores que no velaban por sus integrantes y el cuestionamiento hacia el manejo del ejército por parte del gobierno federal.
En la organización de la marcha, se discutió si la manifestación debía dirigirse hacia el centro de la ciudad o hacia la periferia y las colonias obreras. Según cierta facción del Consejo de Huelga, el centro era un conjunto de  "sitios o escenarios de la burguesía”.

## Desarrollo
Esta marcha era un gran hito, ya que era la primera demostración masiva del CNH. Al organizar la marcha, el CNH afirmó que buscaría llegar a la Plaza de la Constitución pese a no pedir permiso para ello y a la posible amenaza del uso de la fuerza.
Al llegar la comitiva al Zócalo, se presentó una serie de oradores sobre un autobús del Instituto Politécnico Nacional. Entre los oradores se incluyen:
- Félix Hernández Gamundi
- Representantes de la Universidad de Chapingo y de la Escuela Nacional de Maestros
- Representante de la Coalición de Profesores
- Fausto Trejo
- Eduardo Valle Espinosa, representante de la Escuela de Economía de la UNAM

Al finalizar las participaciones, se procedió a cantar el Himno Nacional Mexicano y los asistentes "se dispersaron por todas las calles y avenidas del Centro sin que se presentara queja alguna por parte de los comerciantes" en camino hacia sus casas.
De acuerdo a los detractores de la marcha, fue un evento excesivo. Agustín Barrios Gómez, periodista perteneciente a Telesistema Mexicano, afirmó en su programa Comentarios y Celebridades:

Hubo durante el recorrido del casco de Santo Tomás al Zócalo excesos verbales, insultos. En especial, manifestaciones contra el presidente de la república (...) Y conste que aquí no estamos hablando como “gobiernistas”, sino a fuer de ser objetivos. (...) Pero entre Díaz Ordaz y el caos, prefiero sinceramente a Díaz Ordaz.
Agustín Barrios Gómez

Asimismo, algunos medios como El Sol de México ,El Heraldo y La Prensa entre otros presentaron puntos de vista que buscaban "desacreditar el movimiento y vincularlo con intereses comunistas y extranjeros" mientras que en otros como Excélsior, El Universal y El Día "todavía no se imponía la lectura oficial de los hechos".

## Perspectiva
La marcha se desarrolló sin incidentes violentos. Se ha considerado a la marcha del 13 de agosto de 1968 como "emblemática" por ser la primera en alcanzar y ocupar el espacio público de la Plaza de la Constitución que estaba usualmente reservado para usos oficiales, además de reforzar entre los manifestantes el sentimiento de legitimidad del movimiento frente al establecimiento del PRI y el gobierno. En efecto, reporta Elena Poniatowska:

La calle se ganó cuando entramos al Zócalo el martes 13 de agosto, porque se rompió un tabú... Todos decían que nunca llegaríamos al Zócalo
Salvador Martínez de la Roca, Pino del Comité de Lucha de la Facultad de Ciencias de la UNAM

Posterior a la marcha, se sumaron al movimiento de huelga estudiantes de la Universidad del Valle de México, Institutos Tecnológicos de Durango y Orizaba y la Universidad Veracruzana.
La marcha del 13 de agosto también sirvió como precedente a la marcha del 27 de agosto, en la que habría un enfrentamiento entre las Fuerzas Armadas y los manifestantes.